# شهریاران گمنام
شهریاران گمنام نام کتابی از احمد کسروی است. نگارش آن از اواخر سال ۱۳۰۷ آغاز شد که شامل پژوهش‌هایی مستند در مورد چند خاندان پادشاهی ناشناس و گمنام ایرانی پس از اسلام است. این کتاب در سه بخش دیلمیان، روادیان و شدادیان نگاشته شده است.
کسروی در مقدمه شهریاران گمنام با اشاره به این موضوع که ابهام‌های بسیاری در تاریخ پس از اسلام وجود دارد و در مورد خاندان‌های پادشاهی ناشناس دانسته‌های کم و پراکنده‌ای موجود است، به ذکر پژوهش‌های خود در مورد برخی از خاندان‌های گمنام ایرانی پرداخته است. او در ادامه، برخی از حکمرانان که شرق‌شناسان نیز آنها را نشناخته‌اند و نیز گروهی دیگر که دارای پژوهش‌هایی ناقص و دارای لغزش بوده‌اند را تصحیح و معرفی نموده است. کسروی در بخشی از همین مقدمه با اشاره به انجام رسانیدن سه بخش از کتاب، از نگارش بخش‌های چهارم، پنجم، ششم و هفتم در آینده خبر داده است ولی موفق به نگارش آنها نشده است.
در صفحه ای از کتاب نیز که بخش مرزبان شاه آذربایجان و ارمنستان و آن نواحی است با حمله حسن پسر عبدالله از خاندان حمدانی روبرو می‌شود که آرزوی تسخیر آذربایگان و ارمنستان را داشت با فرستادن حسین پسر علی (امام حسین) برای تسخیر آذربایگان لشکری فرستاد که با جنگی سبک با بارش برف به نا کام ماندن لشکر امام حسین شد و با درخواست خلیفه (حسن پسر عبدالله) بازگشت.
کتاب حاضر با نام کامل «شهریاران گمنام، پژوهشی در تاریخ ایران»، نخست چند نوبت توسط انتشارات امیرکبیر و در سال‌های اخیر توسط ناشرانی مانند جامی، آیدین، نگاه و دنیای کتاب منتشر شده است.

## پیشگفتار کتاب
بخش آغازین مقدمه کتاب:
بر دانایان و آشنایان فن تاریخ پوشیده نیست که تازیکان که در صدر اسلام ایران را بگشادند استواری و نیرومندی ایشان در این سرزمین تا اوایل قرن سیم هجری بود. پس از آن فرمانروایانی از خود ایرانیان در این گوشه و آن گوشه برخاسته کم‌کم بساط تازیکان را از ایران برچیدند و هنوز قرن چهارم به نیمه نرسیده بود که سراسر ایران به استقلال خود برگشته دیگر نه کسی از بغداد به حکمرانی اینجا می‌آمد و نه دیناری باج از اینجا به خزانهٔ بغداد فرستاده می‌شد. بلکه ایرانیان بر بغداد و عراق نیز حکم می‌راندند و از خلیفه جز نامی در میان نبود…

## ساختار کتاب
- دیلمیان (شامل جستانیان، کنگریان و سالاریان)
- روادیان (آذربایگان)
- شدادیان (اران)